# King of My Heart

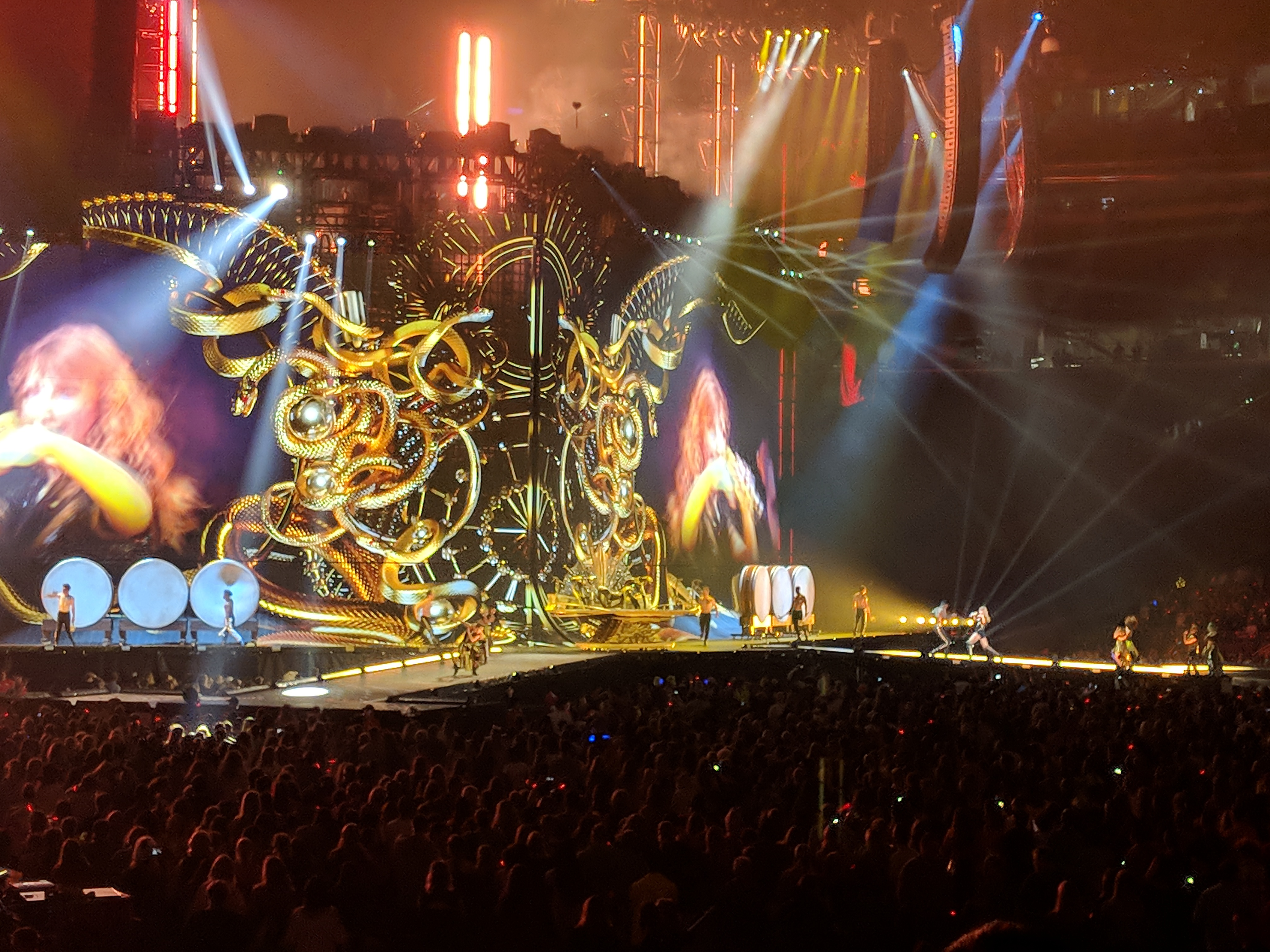
Taylor Swift singt King of My Heart live (2018)

King of My Heart (englisch für „König meines Herzens“) ist ein Lied der US-amerikanischen Popsängerin Taylor Swift, das am 10. November 2017 als zehnter Track auf Swifts sechsten Studioalbum Reputation erschien. Das Stück handelt von Swifts glücklicher Beziehung mit Joe Alwyn nach mehreren unglücklichen und wurde von Swift gemeinsam mit den Produzenten Max Martin und Shellback geschrieben. Während der 53 Konzerte ihrer Reputation Stadium Tour sang Taylor Swift den Song live.

## Entstehung und Mitwirkende
Die Aufnahmen für King of My Heart fanden in den MXM Studios in Los Angeles und in Stockholm sowie den Conway Studios in Los Angeles statt. Der Mix erfolgte in den Mixstar Studios in Virginia Beach und das Mastering in den Studios von Sterling Sound in New York. Die Urheberrechte an dem Song halten Taylor Swift Music (verwertet durch BMI; verwaltet durch Kobalt Music Publishing) für Taylor Swift und MXM Music (verwertet durch ASCAP; verwaltet durch Kobalt Music Publishing) für Max Martin und Shellback. Die Verlagsrechte besitzt Sony Music Publishing.
Mitwirkende
- Songwriting – Taylor Swift, Max Martin, Shellback
- Produktion – Taylor Swift, Max Martin, Shellback
- Abmischung – John Hanes, Serban Ghenea
- Gesang – Taylor Swift
- Keyboard, Programmierung – Max Martin, Shellback
- Drums, Bass – Max Martin, Shellback
- Engineering – Sam Holland, Michael Ilbert, Noah Passovoy
- Assistant Engineer – Cory Brice, Jeremy Lertola, Jon Sher
- Mastering – Randy Merrill[2]

## Inhalt

### Text

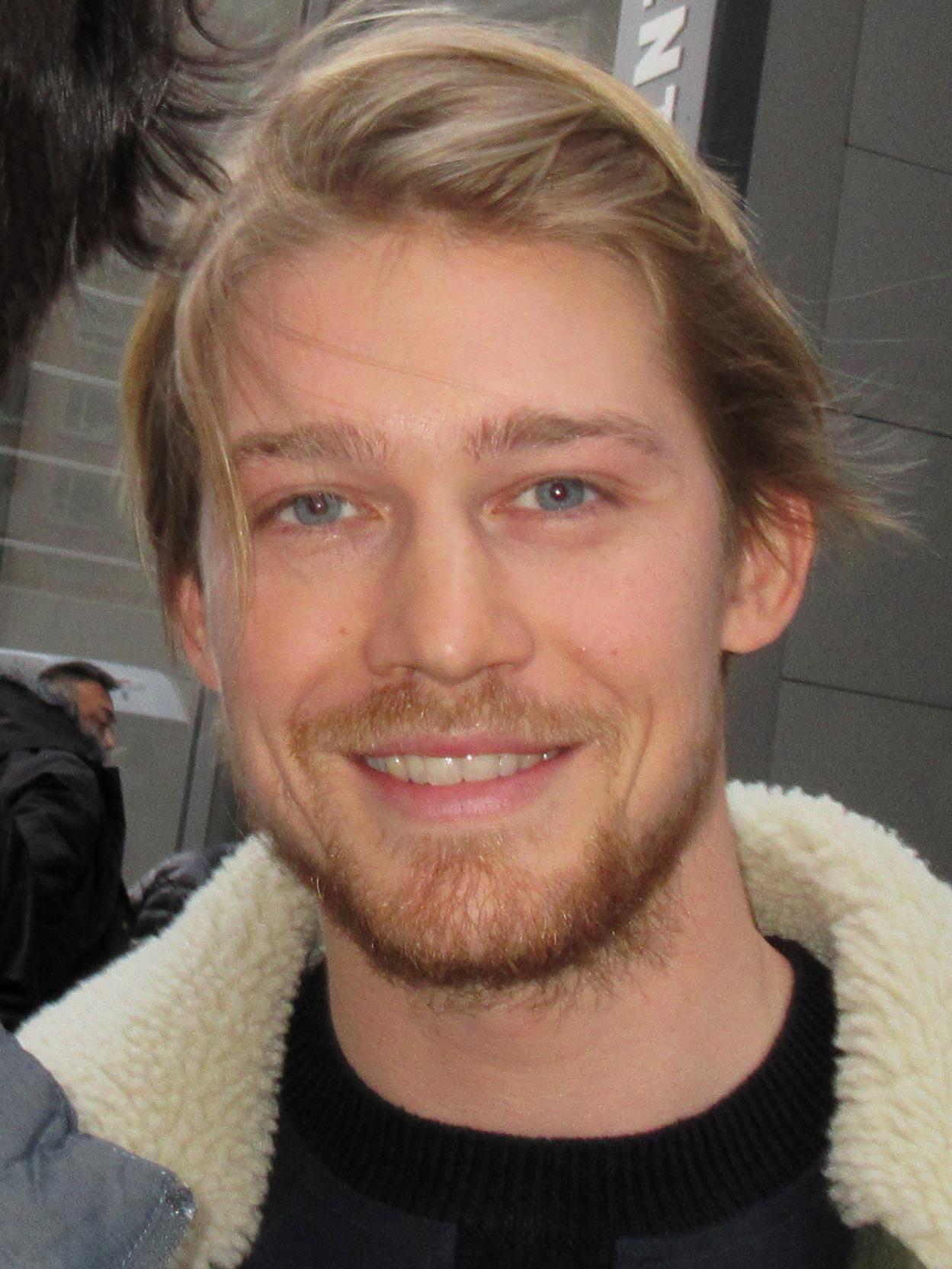
Joe Alwyn (2018)

Die Ich-Erzählerin hat sich damit abgefunden alleine ohne Beziehung zu leben. Doch dann traf sie vor einigen Wochen einen neuen Mann, der nun „sich daran versucht sie Baby zu nennen, als würde er Kleidung anprobieren“ (“Now you try on callin’ me baby, like tryin’ on clothes”). Durch ihn änderte sie ihre Prioritäten und lässt ich von den „Jungs mit den Range Rovers und Jaguars“ nicht mehr beeindrucken, stattdessen beginnt sie eine „Kostprobe seiner Lippen“ als ihren Inbegriff von Luxus anzusehen. Bei einem gemeinsamen Treffen sitzen sie nachts auf einem Hausdach und trinken Bier aus Plastikbechern, während die Ich-Erzählerin ihn auffordert, nicht mit Materiellem zu liebäugeln, sondern mit ihr. Sich selbst bezeichnet sie als amerikanische Königin und ihn als König ihres Herzens, ihres Körpers und ihrer Seele (“King of my heart, body and soul”) und gemeinsam würden sie das Zimmer der Ich-Erzählerin regieren. Die Beziehung will sie unbedingt vor der Öffentlichkeit geheim halten und sie zeigt sich optimistisch, dass diese Person endlich „der Eine“ sein könnte, auf den sie solange gewartet hat. Diese Beziehung könne ihr „Ende aller Breakups“ bedeuten und ihre (durch jene Breakups) gebrochenen Knochen in seiner Gegenwart heilen.
King of My Heart soll von dem britischen Schauspieler Joe Alwyn inspiriert sein, mit dem Taylor Swift von 2016 bis 2023 eine Beziehung führte. So bezeichnet sich die Ich-Erzählerin im Song als „amerikanische Königin“, was andeutet das der im Song erwähnte Liebhaber wie Alwyn von außerhalb der USA stammt. Ebenfalls zum Songtext passt, dass Swift lange erfolgreich versuchte die Beziehung mit Alwyn vor der Öffentlichkeit geheim zu halten – im Gegensatz zu ihren früheren. Die Zeile „All the Boys with their expensive cars with their Range Rovers and their Jaguars / Never took me quite where you do“ könnte eine Anspielung auf Swifts Ex-Freunde Tom Hiddleston und Calvin Harris sein, die einen Range Rover bzw. Jaguar fahren.
Aufgebaut ist King of My Heart aus zwei vierzeiligen Strophen, einem sechszeiligen Pre-Chorus, einem Chorus (variiert zwischen acht und elf Zeilen) und einer siebenzeiligen Bridge. Der Song beginnt mit der ersten Strophe, daraufhin folgt der Pre-Chorus und der Chorus. Dies wiederholt sich mit der zweiten Strophe. Dann folgt die Bridge und das Stück endet nach dem insgesamt dritten Chorus.

„And all once you are the one I have been waiting for

King of my heart, body and soul

And all once you're all I want I'll never let you go

King of my heart, body and soul

And all at once I have been waiting, waiting

And all at once you are the one I have been waiting, waiting

Body and soul

And all at once“

### Musik
King of My Heart wird dem Elektro-Pop, der Electronic Dance Music und dem Synthie-Pop zugerechnet.

## Rezeption

### Kritiken
Der Rolling Stone listete King of My Heart auf Platz 124 der besten Taylor Swift-Songs (206 insgesamt; Platz 9 der Songs von Reputation). In dem Ranking von BuzzFeed schaffte es King of My Heart auf Platz 66 (167 insgesamt; Platz 7 der Songs von Reputation). Laut beiden Bewertungen ist die beste Textstelle des Songs „(Is this the end of all the endings? My broken bones are mending / With all these nights we're spending)  Up on the roof with your school girl crush / Drinking beer out of plastic cups“. Vulture wählte King of My Heart auf Platz 116 aller Taylor Swift-Songs (179 insgesamt; Platz 9 der Songs von Reputation). Der Song „lande“ wie andere Liebeslieder des Albums nicht wirklich, da Swift den Song nicht im Nachhinein über eine Beziehung schrieb, sondern mitten in dieser und ihr Freund deshalb nicht so lebhaft beschrieben worden sei. In einem Ranking der Lieder auf den ersten sieben Alben von Swift wählte The Independent King of My Heart auf Platz 92 (100 insgesamt). Die Zeitung nannte das Stück den uneffektivsten „Late at Night, hauchigen Love-Song“ des Albums, obwohl der „ruckelnde Beat“ Swifts mit einem Vocoder bearbeiteter Stimme das gewisse Etwas habe. Der New Musical Express listete King of My Heart auf Platz 151 der besten Taylor Swift-Songs (insgesamt 161). Der Text vermittle zwar eine süße Stimmung, aber die Instrumentierung höre sich schon nach wenigen Jahren altmodisch an. Sowohl in der Auflistung von The Independent als auch von New Musical Express schnitt kein Song des Albums schlechter ab. Die Associated Press zählte King of My Heart zu einer Gruppe von Songs auf dem Album mit „fetten Beats“ und einigen Textzeilen, die „einschlagen wie Kanonenkugeln“.

### Kommerzieller Erfolg
Stand 2021 hat King of My Heart 120 Millionen Streams auf Spotify. Damit landet das Lied in der Wertung aller 15 Albumtracks nach Streams auf der Plattform auf Platz 12. Obwohl das Stück nie als Single veröffentlicht wurde, erreichte es trotzdem mit Platz 198 auf den Philippinen, Platz 185 in Thailand, Platz 184 in Australien, Platz 164 in Malaysia und Platz 136 in den USA sowie Irland Platzierungen in einigen täglichen Spotify-Charts. In den USA erreichte King of My Heart auch Platz 166 der wöchentlichen Spotify-Charts.